# Aricidea antarctica
Aricidea antarctica är en ringmaskart som beskrevs av Hartmann-Schröder och Rosenfeldt 1988. Aricidea antarctica ingår i släktet Aricidea och familjen Paraonidae. Inga underarter finns listade i Catalogue of Life.